# Eugenius IV
Eugenius IV, född Gabriele Condulmaro 1383, död 23 februari 1447, var påve från den 3 mars 1431 till sin död, 23 februari 1447.

## Biografi
Gabriel Condulmaro tillhörde en veneziansk köpmansfamilj och föddes 1383. Från början var han medlem av celestinkongregationen, blev senare biskop av Siena och 1408 kardinal samt legat i Ancona och Bologna. Vid sin upphöjelse på påvestolen saknade han egentligen alla förutsättningar för sin uppgift, i det han varken hade stora vyer, politisk erfarenhet eller djupare teologisk bildning. Och samtidigt hade han alltifrån början av sitt pontifikat att kämpa mot de största svårigheter. 

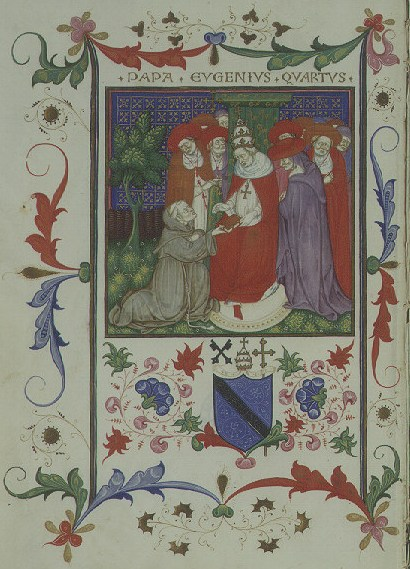
Antonio da Rho presenterar sitt arbete, Dialogi in Lactantium, för Eugenius IV, omkring 1450.

Redan några dagar efter sitt val hade han sammankallat ett kyrkomöte till Basel, men då han däri snart såg en fara för kurians maktställning, sökte han redan i slutet av 1431 att upplösa detsamma. Härur uppväxte mellan konciliet och kurian en konflikt som ledde till att Eugenius upplöste kyrkomötet, under det att detta förklarade Eugenius vara avsatt. Småningom lyckades emellertid Eugenius besegra den konciliära rörelsen genom en kraftig och målmedveten politik som höjde påvedömets anseende, särskilt sedan Eugenius på Ferrara-Florenskonciliet lyckats – visserligen bara på papperet – genomföra en union med den grekiska kyrkan.
Även i själva staden Rom hade Eugenius att kämpa med ett oppositionsparti, som tvingade honom till en tioårig landsflykt (1433–43). Men även här segrade hans uthållighet. Under sina sista år lyckades Eugenius kvarhålla eller återföra de reformvänliga länderna (Frankrike, Tyskland). Hans sista viktiga regeringshandling är förlikningen med Tyskland, som han undertecknade på dödsbädden.